# Jayant Narlikar
Jayant Vishnu Narlikar, né le 19 juillet 1938 à Kolhapur (État de Kolhapur, Raj britannique) et mort le 20 mai 2025 à Pune (Maharashtra, Inde), est un astrophysicien et cosmologiste indien, professeur émérite à l'Inter-University Centre for Astronomy and Astrophysics (en) à l'université de Pune.

## Biographie
Jayant Narlikar a passé sa licence à l'université de Bénarès en 1957, puis est parti poursuivre ses études de mathématiques à l'université de Cambridge, où il s'est classé Senior Wrangler au Tripos de Mathématiques (1959). En 1960, il a obtenu la médaille Tyson pour ses recherches en astronomie, puis le Prix Smith en 1962. Après avoir soutenu sa thèse d'astronomie sous la direction de Fred Hoyle en 1963, il a été boursier Berry Ramsey de King's College où il a travaillé jusqu'en 1972. En 1966, Fred Hoyle avait créé l'Institut d'Astronomie Théorique de Cambridge, et recruté Narlikar parmi ses premiers collaborateurs. En 1972, Jayant Narlikar accepta la chaire d'astronomie que lui offrait l'Institut Tata de Bombay. En 1988, la commission indienne des bourses universitaires le choisit comme premier directeur du Centre inter-universitaire d'Astronomie et d'Astrophysique de Pune (IUCAA).
Jayant Narlikar s'est fait connaître par ses travaux sur les théories concurrentes à celles du Big Bang. Ses recherches concernent la physique fondamentale : le Principe de Mach, la cosmologie quantique et l'action à distance. Jayant Narlikar a participé à une expérience de culture biologique de micro-organismes dans des échantillons d'air stratosphérique prélevés à l'altitude de 41 km.

### Famille
En 1966, Jayant Narlikar épouse Mangala Narlikar, une mathématicienne reconnue. Ils ont trois filles, Geeta, Girija et Leelavati, qui ont toutes poursuivi une carrière scientifique. L'aînée est professeur de biochimie à l'université de Californie à San Francisco et les deux autres travaillent dans les sciences informatiques,. 

## Distinctions
- 1960 : Médaille Tyson
- 1962 : Prix Smith
- 1967 : Prix Adams
- 1996 : Prix Kalinga
- 2004 : Prix Jules-Janssen de la Société astronomique de France (SAF)
- 2004 : Padma Vibhushan